# 김학철 (배우)
김학철(金學喆, 1959년 8월 20일 ~ )은 대한민국의 배우이다.

## 학력
- 1966년 ~ 1968년 대전삼성국민학교 → 1968년 ~ 1972년 서울전동국민학교
- 1972년 ~ 1975년 전농중학교
- 1975년 ~ 1978년 휘문고등학교
- 1978년 ~ 1981년 서울예술전문대학 연극과

## 경력
- 1978년 : 현대극장 4기 연구생, 한국연극협회 회원
- 2010년 : 관동별곡 8백리 홍보대사

## 출연

### 방송

#### 드라마
- 1985년 MBC 《조선왕조 오백년 - 임진왜란》 - 신립의 명을 거역하고 탈영을 선동하는 조선군 병졸 역
- 1994년 KBS 2TV 《남자는 외로워》
- 1995년 SBS 《도둑》 - 박재석 경감 역
- 1996년 MBC 《미망》 - 일본 고위 관리 역
- 1996년 KBS 2TV 《전설의 고향》 - 저승사자 역
- 1996년 SBS 《임꺽정》 - 보우 역
- 1997년 SBS 《꿈의 궁전》 - 흑곰 역
- 1997년 SBS 《장미의 눈물》
- 1998년 KBS 2TV 《맨발의 청춘》 - 장명식의 오른팔 역
- 2000년 KBS 1TV 《태조 왕건》 - 박술희 역
- 2001년 KBS 1TV 《우리가 남인가요》 - 박재엽 역
- 2002년 KBS 2TV 《첨성대의 달》 - 황 사장 역
- 2002년 SBS 《대망》 - 내시 대감 역
- 2003년 SBS 《야인시대》 - 조병옥 역
- 2003년 KBS 2TV 《장희빈》 - 민장도 역
- 2003년 SBS 《왕의 여자》 - 김공량 역
- 2004년 SBS 《2004 인간시장》 - 양 사장 역
- 2004년 MBC 《영웅시대》 - 육대주건설 사장 강철근 사장 역
- 2004년 KBS 2TV 《구미호 외전》 - 남준우 역
- 2005년 SBS 《진주 귀걸이》 - 종기 역
- 2005년 KBS 2TV 《KBS 드라마시티 - 산사의 아침》 - 도운 역
- 2005년 SBS 《백만장자와 결혼하기》 - 황인철 역
- 2006년 MBC 《닥터 깽》 - 송광호 역
- 2006년 KBS 1TV 《대조영》 - 흑수돌 역
- 2008년 KBS 2TV 《쾌도 홍길동》 - 표철주 역
- 2008년 KBS 2TV 《대왕 세종》 - 황찬 역
- 2008년 KBS 2TV 《2008 전설의 고향 - 오구도령》 - 익선 역
- 2008년 MBC 《에덴의 동쪽》 - 강기만 사장 역
- 2009년 SBS 《자명고》 - 부달 역
- 2010년 SBS 《자이언트》 - 오병탁 의원 역
- 2011년 SBS 《당신이 잠든 사이》 - 고경호 역
- 2012년 SBS 《맛있는 인생》 - 민용기 역
- 2013년 SBS 《돈의 화신》 - 정해룡 역
- 2014년 OCN 《리셋》 - 김 회장 역
- 2015년 SBS 《내마음 반짝반짝》 - 천기범 역
- 2015년 KBS 2TV 《장사의 신 - 객주 2015》 - 김학준 역
- 2017년 MBC 《군주 - 가면의 주인》 - 최헌 역 (특별 출연)
- 2023년 tvN 《스틸러:일곱 개의 조선통보》

#### 시트콤
- 2010년 TvN 《원스 어폰 어 타임 인 생초리》 - 박규 역
- 2011년 MBC TV 《하이킥! 짧은 다리의 역습》 - 박규 역

#### 교양
- 1998년 SBS 《모닝와이드》
- 2000년 KBS 2TV 《TV는 사랑을 싣고》
- 2012년 KBS 1TV 《한국 재발견》
- 2013년 MBN 《님과 남 사이》
- 2014년 EBS 1TV 《리얼극장 - 아빠와 사춘기》
- 2020년 TV조선 《인생다큐 마이웨이》

#### 예능
- 2000년 KBS 2TV 《서세원쇼》 - (게스트)
- 2002년 KBS 2TV 《해피투게더》 - 쟁반노래방 (게스트)
- 2011년 SBS 《도전 1000곡》 - 554회 (게스트) 자이언트 출연자 3인방과 함께 출연
- 2012년 SBS 《강심장》 - 119회, 120회 (게스트)
- 2013년 SBS 《도전 1000곡》 - 633회 (게스트)
- 2013년 JTBC 《유자식 상팔자》 - (게스트)
- 2014년 SBS 《도전 1000곡》 - 671회 (게스트)
- 2014년 MBC 《무한도전》 - 무도: 폭염의 시대 - 김 대감 (특별 출연)
- 2015년 SBS 《웃음을 찾는 사람들》 - 배우는 배우다 - (특별 출연)

#### 라디오
- 2014년 EBS FM 《EBS 책 읽는 라디오 낭독 시리즈》

#### 오디오
- 2019년 네이버 오디오클립 《셰익스피어 4대 비극 《오셀로》》 - 낭독

#### 기타
- 2020년 ~ 유튜브 《김학철 TV》

### 영화
- 1991년 《개벽》
- 1993년 《대명》 - 임화수 역
- 1993년 《내 마음에는 악어가 산다》
- 1996년 《은행나무 침대》 - 병원장 역
- 1996년 《진짜 사나이》 - 망치 역
- 1996년 《본 투 킬》 - 염 사장 역
- 1996년 《지독한 사랑》 - 박 교수 역
- 1997년 《미스터 콘돔》 - 관리인 역 (특별 출연)
- 1997년 《박대박》 - 닥터 P 역 (특별 출연)
- 1998년 《남자이야기》 - 영구 역 (우정 출연)
- 1999년 《표절》
- 1999년 《주유소 습격 사건》 - 김만배 역
- 2000년 《비천무》 - 타루가 역
- 2001년 《파라다이스 빌라》 - 주인집 남자 역
- 2001년 《클럽 버터플라이》 - 작업반장 역 (우정 출연)
- 2001년 《킬러들의 수다》 - 최 부장 역
- 2002년 《서프라이즈》 - 미령 부 역
- 2004년 《날으는 돼지 - 해적 마테오》 - 울프비어드 목소리 역
- 2004년 《까불지마》 - 조동팔 역
- 2017년 《왕을 참하라》 - 한명회 역
- 2018년 《살인소설》 - 염정길 역
- 2022년 《차박》

### 공연

#### 연극
- 1983년 《자전거》
- 1984년 《리어왕》
- 1990년 《청부》
- 1991년 《비닐하우스》
- 1991년 《동지 섣 달 꽃 본 듯이》
- 1992년 《아프리카》
- 1993년 《불의 가면》
- 1995년 《우리시대의 리어왕》
- 1995년 《문제적 인간 연산》 - 성종 역
- 1996년 《카라마조프의 형제들》
- 1997년 《오구 - 죽음의 형식》
- 1998년 《칼리굴라》
- 1999년 《어머니》
- 2015년 《문제적 인간 연산》 - 성종 역
- 2017년 《갯마을》
- 2017년 《리어왕》
- 2019년 《일어나라 조국이여 (석오 이동녕)》 - 노백린 역

### 광고
- 2001년 롯데제과 꾸뜨 (소유진과 함께 출연)
- 2001년 일양약품 원비디
- 2001년 삼성전자 블루윈에어컨 (김형일, 김하균과 함께 출연)
- 2002년 (주)고려e스쿨 고려e네트, 고려e스쿨
- 2007년 바이모
- 2009년 포항시 구룡포 과메기
- 2018년 대전광역시 관저가구단지
- 2019년 네추럴에프엔피 청춘팔팔 플러스

## 수상
- 1991년 동아연극상
- 1996년 제17회 청룡영화상 남우조연상 (본 투 킬)
- 1998년 한국연극협회 우수공연상 연기상
- 2000년 KBS 연기대상 남자 조연상 (태조 왕건)